# Josef Glaser
Josef Glaser (St. Blasien, 11 maggio 1887 – Friburgo in Brisgovia, 12 agosto 1969) è stato un calciatore tedesco, di ruolo centrocampista.